# Alejandra Bogue Gómez
Alejandra Bogue Gómez (Ciutat de Mèxic, 16 de maig de 1965) és una actriu de televisió, teatre i cinema, presentadora de televisió i vedet mexicana.

## Biografia

### Inicis
Alejandra Bogue Gómez va néixer el 16 de maig de 1965 a la Ciutat de Mèxic. Filla única de Beatriz Gómez. Alejandra és una dona trans. Bogue afirma haver tingut plena consciència de la seva identitat femenina des de molt aviat. Va ser criada per la seva mare i la seva àvia. Va cursar els seus estudis de primària al Col·legi del Tepeyac, un col·legi per a homes situat al nord de la capital mexicana. Va ser precisament durant la representació d'una obra teatral escolar, que Bogue va poder interpretar per primera vegada un personatge femení, fet que va ajudar a afirmar la seva identitat de gènere i la seva vocació artística. Posteriorment, va cursar els seus estudis de secundària al Liceu de Mèxic i al Col·legi Decroly. Bogue es va veure forçada a suspendre els seus estudis a causa de l'⁣assetjament escolar per la seva identitat de gènere, per la qual cosa, des de primerenca edat, es va dedicar a treballar en boutiques de moda.
A finals dels 70, Bogue es torna assídua de diferents centres nocturns de la capital mexicana, específicament aquells que es mostraven tolerants davant la diversitat sexual, entre ells El Nueve, centre nocturn de gran popularitat als 70 i 80 ubicat a la Zona Rosa de la Ciutat de Mèxic i el qual va ser un dels primers centres nocturns de Mèxic catalogats com LGBT-friendly. Va ser allà on Bogue va conèixer Mónica Alejandra "Naná", una model i treballadora sexual trans que es va convertir en referència i font d'inspiració per a Bogue en la seva futura transició.
A principis dels 80, Bogue comença a participar en espectacles de transformisme, primer en festes privades i posteriorment al centre nocturn Flamingos, al nord de la capital mexicana. Allí realitzava imitacions de figures com Annie Lennox, Nina Hagen, Cindy Lauper i Madonna. El 1984 va començar a treballar en un xou de transformisme al centre nocturn Le Baron, al sud de la Ciutat de Mèxic. El 1985, Bogue va participar en el concurs Valores Juveniles del Travestismo, on va obtenir el primer lloc del certamen per la seva caracterització de Madonna. El premi va consistir en un viatge a Acapulco. Bogue es va assentar a Acapulco pels tres anys vinents. Allí va formar part del xou de transformisme del centre nocturn Gallery. Va ser en aquest moment quan Bogue realitza la seva transició, i va decidir viure com a dona de manera definitiva. El nom d'Alejandra el va prendre en referència a la seva amiga i mentora "Naná". Bogue va abandonar el xou del Gallery, on es prohibia contractar dones trans dins del seu elenc. Paral·lelament al seu treball com a vedet, Bogue també treballava com a dependenta i model a la boutique del dissenyador Favián Vergara a Acapulco. Un episodi de violència i abús policíac va portar Bogue a abandonar Acapulco el 1988 i tornar a la Ciutat de Mèxic. Bogue es va integrar a la Kitsch Company, una companyia teatral que presentava xous de cabaret a El Nueve. Posteriorment, va treballar com a hostessa al centre nocturn Bugambilia al sud de la Ciutat de Mèxic, on va arribar a alternar en escena amb figures com a DJ Chrysler, Tito Vasconcelos, Sergio Arau i Nancy Cárdenas, entre uns altres.
De forma paral·lela, Bogue va iniciar una faceta com a model i va arribar a posar per a fotògrafs com Adolfo Pérez Butrón i Armando Cristeto. En aquesta faceta de la seva carrera, Bogue va arribar a aparèixer en les versions mexicanes de revistes de moda com Vogue i Elle.

### 1990
El 1990, per recomanació del fotògraf Adolfo Pérez Butrón, Bogue coneix el fotògraf estatunidenc Joel-Peter Witkin. Bogue és convidada per Witkin per posar per a la seva càmera. La fotografia va portar per títol Man with a Dog. El 1992, Bogue va fer de moder per segona ocasió per a la lent de Witkin a la fotografia Three Kinds of Woman.
El 1991, Bogue va debutar com a actriu de teatre amb l'obra Baal de Bertolt Brecht, dirigida per José Luis Cruz i representada al soterrani de la facultat d'arquitectura de la UNAM. Bogue es va endinsar de ple al teatre durant la resta de la dècada de la dècada del 1990. El 1993, va participar en Mishima, dirigida per Abraham Oceransky. De forma paral·lela, Bogue també va exercir com a dissenyadora de vestuari. Va exercir aquest càrrec per a les obres teatrals En un año con trece lunas (1991), dirigida per Carlos Beyer, i La tarea prohibida (1992), dirigida per Jaime Humberto Hermosillo.
El 1994, Alejandra s'integra a La Fábrica, grup teatral fundat per Rosario Armenta. Sota la direcció d'Armenta va participar en muntatges com Ángeles de hoy, Un viaje para Nítida, Actos de fe para los mirones, Ocurrencias de hoy, Divertidus Generación 2000, Bajo el sigilo de la Luna, Nocturno grito, Elegía para las almas ausentes, Proyecto Cancún i Danzas Efímeras. Bogue també va fer una incursió a l'escola de ballet de la ballarina Mercedes Limón.
El 1997 va actuar a l'obra Cuando la higuera reverdezca de Fabiola Díaz de León, sota la direcció de Darío T. Pie, al Teatre Silvia Pinal. El 1998 va formar part d un dels muntatges de Las criadas, de Jean Genet, sota la direcció d'Adriana Roel, juntament amb Patricia Reyes Spíndola i Pilar Pellicer. Gràcies a la seva participació en aquest muntatge, Bogue va obtenir el premi com a revelació femenina de part de l'Associació Mexicana de Crítics de Teatre. El 1999 va protagonitzar l'obra Dos Gardenias, de Fernanda Villeli, on va ser dirigida per Patricia Reyes Spíndola.
Als anys 90, Bogue també va fer incursions en el món del performance acompanyant al músic DJ. Chrysler. Va participar amb Chrysler en diverses performances, destacant de manera especial a 15.000 Voltas (1991), que es va representar en diferents versions. També va participar amb una performance acompanyant Chrysler a l'acte d'obertura d'un concert de David Bowie a la Ciutat de Mèxic el 1997.

### 2000
Entre 2000 i 2002, Bogue va formar part de l'espectacle de cabaret drag queen El show de las Hermanas Vampiro. El 2001, Bogue coneix el presentador de televisió Horacio Villalobos. Bogue entra a la televisió i comença a col·laborar al programa d'espectacles Válvula de Escape, emès al canal musical Telehit, propietat Televisa i conduït per Villalobos. En aquest mateix any, Bogue realitza un petit paper en la pel·lícula Frida, dirigida per Julie Taymor i protagonitzada per Salma Hayek.
El 2002, Bogue s'integra a Desde Gayola, programa còmic de crítica social creat per Horacio Villalobos. Aquest xou televisiu va guanyar notorietat en ser el primer programa de la televisió mexicana a presentar actors de la diversitat sexual entre el seu repartiment principal. Bogue es converteix en la primera dona trans a presentar-se obertament com a tal a la televisió mexicana. Bogue va guanyar una gran popularitat a Desde Gayola interpretant els personatges de La Tesorito (una paròdia de l'actriu i cantant mexicana Laura León), Tearruina Fernández (paròdia de la conductora de televisió mexicana Talina Fernández), i Sonia Infame (paròdia de l'actriu mexicana Sonia Infante), entre d'altres. Paral·lelament, Bogue va ocupar el càrrec de coordinadora de vestuari de Telehit. Desde Gayola també va recórrer el país amb espectacles teatrals. Bogue va participar en els muntatges Desde Gayola: El Show, entre 2003 i 2004, i Había una Vez... Desde Gayola, entre 2005 i 2006.
Bogue també va actuar en dos capítols del programa unitari Mujer, casos de la vida real, produït per Silvia Pinal per a Televisa (2002 i 2004). De forma paral·lela al seu treball a la televisió, el 2003 Bogue va actuar a la cinta còmica Sin ton ni Sonia, de Carlos Sama. Alejandra també va participar en alguns curtmetratges cinematogràfics com Casting... busco fama (2003), produït per Carmen Huete i Laura de Ita i Acapulco Golden (2005), de Joaquín Segura.
A principis de 2006, Bogue cessa la seva participació a Desde Gayola. Després de donar per acabada la relació amb el programa, Bogue va deixar d'interpretar els seus personatges, que es van convertir en emblemes de la cadena.
A finals de 2006, Bogue s'integra a la conducció del programa Guau, programa de televisió transmès per Telehit i enfocat a temes de la comunitat LGBT. En aquest mateix any, Bogue torna al teatre amb l'espectacle de cabaret No soy Madonna, pero soy la Bogue, una mena de monòleg biogràfic al ritme dels grans èxits musicals de Madonna.
En 2008, Bogue va obtenir l'oportunitat de presentar el seu primer xou televisiu: Que show con Alejandra Bogue, a través del senyal de Telehit. Bogue va treballar de productora i creativa del programa. El programa era un xou de comèdia en què Bogue cantava, ballava, feia imitacions, entrevistes i presentava esquetxos còmics. Entre els personatges que va crear Bogue per als seus esquetxos destaquen Betty BO5 (representació d'una actriu en decadència, amb problemes d'alcoholisme i drogoaddicció); Wendy Citlally (maquilladora i estilista, la Bíblia del qual són les revistes del cor), Matalina Vil (paròdia del personatge Catalina Creel de la telenovel·la mexicana Cuna de lobos), i La Madrota (retrat d'una alcavota alcohòlica i decadent). El programa es va mantenir a l'aire durant quatre temporades al llarg de sis anys. El xou és el primer programa de televisió en ser protagonitzat per complet per una dona transgènere a Amèrica Llatina.

### 2010
En 2010, Bogue és seleccionada per formar part de la versió teatral mexicana de la cinta Todo sobre mi madre de Pedro Almodóvar, amb el personatge de La Agrado (interpretat a la pel·lícula per l'actriu espanyola Antonia San Juan). L'obra es va estrenar amb gran èxit de taquilla al Teatro de los Insurgentes de la Ciutat de Mèxic el 27 de març de 2010. A més de Bogue, el muntatge va comptar amb les actuacions de Lisa Owen, Margarita Gralia, Silvia Mariscal i Ana Claudia Talancón. Gràcies a la seva actuació, Bogue va guanyar el premi com a millor coactuació femenina de l'Agrupación de Periodistas Teatrales.
El 2012, participa en la sèrie original de Telehit Hoy soy nadie, produïda per Guillermo del Bosque. En aquest mateix any, Bogue va ser convocada a formar part del panell transgènere del Global Cross Atlantic Summit, organitzat per Equality Milan i The Harvey Milk Foundation a Itàlia.
El 2013, Bogue fa una aparició especial a la pel·lícula Tercera llamada, del director Francisco Franco. També va participar amb un petit rol a l'ovacionada cinta No s'accepten devolucions, dirigida i protagonitzada per Eugenio Derbez.
A partir del 2014, l'actriu s'integra a diversos muntatges teatrals dels projectes Microteatros i Teatro en Corto de la Ciutat de Mèxic, amb les posades en escena com a Sinfonía de un recuerdo en el ropero i Por un shampoo (2014). Aquell any, també actua en alguns capítols de la webnovel·la Ana la chica bolera, d'Eduardo Solo. El 2015, l'actriu participa en la telenovel·la mexicana Amor de barrio, producció de Roberto Hernández Vázquez per a Televisa.
El 2016, Bogue posa per tercera ocasió per al fotògraf Joel-Peter Witkin, vint-i-cinc anys després d'haver posat per a la seva lent per primera vegada. La fotografia va portar per títol The Soul Has No Gender. El 2017, les fotografies de Bogue per a Witkin van formar part del llibre i documental Witkin & Witkin, de Trisha Ziff.
El 2017, Bogue torna al concepte de Teatro en Corto amb el muntatge Zuleyka Montes, un retrat d'una vedet en decadència, dirigida per Gustavo Sanders. En aquest mateix any, es converteix en conductora del xou còmic i de contingut LGBT en línia Diva divergente. El 2018, Bogue va entrar en el món del doblatge televisiu en donar-li veu a un personatge en la versió per a Llatinoamèrica de la sèrie de televisió Pose, transmesa per Fox Premium Series.
El 2019, Bogue participa a la pel·lícula El viaje de Keta, dirigida per Julio Bekhor.

### 2020
A principis de 2020, Bogue estrena una sèrie de càpsules i contingut a través del seu compte oficial de YouTube. El contingut es divideix en dos espais: Confesiones de Madame, on Alejandra i la seva gamma de personatges parlen sobre les experiències i vivències viscudes per Bogue al llarg de la seva vida i carrera, i La Bogue en Vivo, transmissió en temps real on Bogue parla amb el públic, presenta els seus personatges i presenta convidats ocasionals. El contingut és produït per l'artista plàstic i visual Manu Mojito i la mateixa Bogue. El maig del 2020, Bogue, en col·laboració amb Manu Mojito i l'autor Luis Miguel Romero, llancen la plataforma digital de contingut audiovisual AlejandraBogue.net.
L'agost de 2020, Alejandra es converteix en una de les presentadores del pòdcast NosoTrans, de la plataforma Escándala, enfocada en temes relacionats amb la comunitat transgènere i transsexual. Amb la mateixa plataforma, Bogue també condueix el xou en línia d'entrevistes Sin cortes con La Bogue.
El gener de 2021, Bogue s'integra al repartiment de la telenovel·la ¿Te acuerdas de mí?, producció de Carmen Armendáriz per a Televisa. El juny de 2021, Bogue és una de les celebritats del col·lectiu LGBT a aparèixer en una portada de l'edició mexicana de la revista Elle. Entre 2021 i 2023, Bogue també es converteix en una de les figures estel·lars del xou de cabaret burlesc Delirio tropical. El 2022, Bogue s'integra al repartiment de la segona temporada de la sèrie Ana, protagonitzada per Ana de la Reguera per a la plataforma Prime Video. També ha participat en sèries comEsta historia me suena (2021), Como dice el dicho (2022) (tots dos per a Televisa) i Lo que callamos las mujeres (2023, per a Televisió Azteca).

## Impacte i llegat
Alejandra Bogue és considerada la primera dona trans a presentar-se obertament com a tal a la televisió mexicana. Abans de l'èxit mediàtic de Bogue a la dècada dels 2000, la presència d'actrius trans en mitjans audiovisuals de Mèxic es limitava a cameos o aparicions sense acreditar en telenovel·les, pel·lícules i sèries televisives. Abans que Bogue figures com la vedet i transformista Francis havien entrat a la televisió i cinema a Mèxic, però sempre sota la condició i pressió de definir-se com a transvestits. Bogue és també la primera dona trans a protagonitzar un xou unipersonal a la televisió al món. Un aspecte singular a la carrera de Bogue és que, en la major part de les seves incursions en teatre, cinema i televisió, ha caracteritzat dones cisgènere. En les ocasions en què ha interpretat personatges trans, aquests han estat allunyats dels clixés que solen envoltar una actriu trans en un personatge de la ficció, situació poc usual en mitjans audiovisuals al país.
Personalitats femenines trans que actualment sobresurten en el món de l'entreteniment a Mèxic com Morganna Love, Victoria Volkóva, Coco Máxima o Wendy Guevara, reconeixen Bogue com una de les seves principals referències i fonts d'inspiració.

## Filmografia

### Televisió

#### Presentadora
- Válvula de escape (2001-2006)
- Guau (2006-2008)
- Noches de Telefórmula (2006)
- There's Something About Miriam (transmissió a Llatinoamèrica) (2009)

#### Doblatge
- Pose (2018-2019) - Ms. Orlando

#### Convidada
- Alaska y Mario (Episodi: Huracán final), (2018) - Ella mateixa
- La casa de los famosos México (2023) - Tertuliana convidada
- Drag Race México (2023) - Jutge convidada
- Wendy, perdida pero famosa (Episodio: Transpower con La Bogue), (2023) - Ella mateixa
- Sálvese quien pueda (Episodio: Llámeme señor Netflix), (2023) - Ella mateixa

### Cinema

#### Actriu
- Money Shot (curtmetratge) (1994) - Noia de la línia calenta
- Cosi fan tutte (1996) - Sirena
- Seres Humanos (2001) - Rony
- Frida (2002) - Convidada al casament
- Casting... Busco fama (curtmetratge) (2003)
- Popis (curtmetratge) (2004) - Amiga
- Sin ton ni Sonia (2004) - Cuerva
- Acapulco Golden (curtmetratge) (2005) - Rosalinda "Mami Lú"
- Nesio (2008) - Dona trans
- La despedida de Eugenio (curtmetratge) (2009) - Camila
- Tercera Llamada (2013) - Actriz
- No se aceptan devoluciones (2013) - Model del càsting
- Witkin & Witkin (documental) (2017) - Ella mateixa / Model
- Imperio Gay, La Desaparición (curtmetratge) (2017) - Sisi
- El viaje de Keta (2019) - Pecadora

### Teatre

#### Actriu
- Baal (1990)
- Mishima (1993)
- Ángeles de hoy (1994)
- Un viaje para Nítida (1995)
- Actos de fe para los mirones (1995)
- Ocurrencias de hoy (1995)
- Bajo la mirada de Olmo (1995)
- Elegía para las almas ausentes (1995)
- Divertidus Generación 2000 (1996)
- Bajo el sigilo de la Luna (1996)
- Nocturno grito (1996)
- Proyecto Cancún (1997)
- Danzas Efímeras (1997)
- Cuando la higuera reverdezca (1997)
- Las criadas (1998)
- Dos Gardenias (1999)
- El show de las Hermanas Vampiro (2000-2002)
- La Cenicienta (2002)
- Yo fui una chica Almodóvar (2003)
- Desde Gayola, El show (2003 - 2004)
- Había una vez: Desde Gayola (2005 - 2006)
- No soy Madonna, pero soy La Bogue (2006-2008)
- Pachecas a Belén (2007)
- Todo sobre mi madre (2010)
- En vivo, en puntas con La Bogue (2011)
- Sinfonía de un recuerdo en el ropero (2014)
- Por un Shampoo. Teatro en Corto (2014)
- AmorAtados (2015)
- Quiero ser una chica Almodóvar (2015)
- El viaje de una estrella (2016)
- Legalmente perra (2016)
- Confesiones de una secretaria (2016)
- Conejo blanco, conejo rojo (2016)
- Zuleyka Montes (2017)
- Grinder: el Show (2018)
- Mala Burlesque Show (2019)
- Disco 54 (2019)
- Muxe (2020)
- Delirio tropical (2021-2023)
- Dos caballeros en oferta (2022)

#### Disseny de vestuari
- En un año con trece lunas (1991)
- La tarea prohibida (1992)

### Web

#### Presentadora
- Diva Divergente (2017)
- Libremente (2017)
- Bellas, buenas y canijas (2019)
- Confesiones de Madame / La Bogue en Vivo (2020)
- NosoTrans (2020)
- La Más Draga (Temporada 3) (2020) - Jutge convidada
- Escándala: Sin cortes con La Bogue (2022)
- Drag Race México (Temporada 1) (2023) - Jutge convidada

#### Actriu
- Ana la chica bolera (2014) - Beba Urdapilleta
- Diva Divergente (2017) - Betty BO5 / Wendy Citlali / La Madrota / Beverly Owen
- Confesiones de Madame / La Bogue en Vivo (2020) - Betty BO5 / Wendy Citlali / La Madrota / Beverly Owen / Talina Preciosa / La Treshur / Matalina Vil / Marie Anette